# Pehr Wilhelm Wargentin
Pehr Wilhelm Wargentin (1717 - 1783) est un astronome, démographe et mathématicien suédois. Spécialiste des comètes et des satellites de Jupiter, il fit entrer l'astronomie suédoise dans les annales internationales, après avoir été le premier directeur de l'Observatoire de Stockholm.

## Biographie
Pehr Wilhelm Wargentin est le fils de Sunne Wilhelm Wargentin (1670–1735) et son épouse Christina Aroselia, ainsi que le petit-fils de Joachim Wargentin (1611–1682), né à Lübeck et bourgeois de Åbo (Turku) en Finlande.
Dès l'âge de 12 ans, il observe une éclipse de lune puis suit les cours de l'Université d'Uppsala. Au cours de ses études, il déplore le niveau insuffisant en sciences. Il reçoit son filosofie magister et son filosofie licentiat puis devient docteur en astronomie en 1746. À partir de 1749, il est professeur d'astronomie à l'académie royale des sciences de Suède, dont il sera le secrétaire à la mort de Pehr Elvius, qui avait lancé la construction de l'Observatoire de Stockholm. Pehr Wilhelm Wargentin en devient le premier directeur lorsque le bâtiment est terminé en 1753.
En 1756, il a épousé Christina Magdalena Raab, qui lui a donné trois filles, avant décéder en 1769.
Wargentin a publié des articles sur les satellites de Jupiter dès 1741 dans Acta, la revue de l'académie royale des sciences de Suède puis donné son nom à un des cratères de la Lune.
En 1766, également intéressé par les mathématiques, il fournit des tables de mortalité meilleures que celles existantes, car l'état-civil suédois, qu'il a réformé, offre un appareil statistique plus fiable. Il construisit des tables de mortalité s'inspirant de celles qu'il avait réalisées pour suivre les mouvements des astres, complétant et enrichissant les travaux d'Antoine Deparcieux en France en 1746 et Daniel Bernoulli en Suisse en 1760.
Pehr Wilhelm Wargentin avait créé pour cela, dès 1749 le Tabellverket, appelé "Bureau des Tables", premier institut de statistique au monde, issu des premiers recensements que le Royaume de Suède avait ordonné à l'Église de Suède d'effectuer en 1686.
Dans un Mémoire intitulé "De la mortalité en Suède", inséré dans les Transactions de l'Académie des Sciences de Suède en 1766, Wargentin utilise des données extraites des registres officiels du Tabellverket se rapportant  aux trois années 1754, 1755 et 1756, pour établir ses tables de mortalité, qui sont d'abord transmises au français Antoine Deparcieux .